# Strongylognathus ruzskyi
Strongylognathus ruzskyi é uma espécie de insecto da família Formicidae.
É endémica da Rússia.